# 新読書社
新読書社（しんどくしょしゃ）は、東京都文京区本郷5-30-20に本社を置く、日本の出版社である。1952年に設立された。
出版する書籍の内容は、社会科学やソビエト・ロシア、東欧に関するものが多い。
なお、ロシア・東欧とは昔から結びつきが深く、ソ連崩壊後もロシア関係の書籍を出版している。
また、1960年代には、リアリズム研究会との関係が深く、文学入門書も刊行した。90年代には伊集院俊隆が社長を務めた。